# ユリアナ・ケプケ
ユリアナ・マーガレット・ベアテ・ケプケ（Juliane Koepcke、1954年10月10日 - ）は、コウモリを専門とするドイツ系ペルー人の哺乳類学者。
ドイツの動物学者マリア・ケプケとハンス・ヴィルヘルム・ケプケの娘である彼女は、1971年のLANSA 508便墜落事故の唯一の生存者として17歳で有名になった。ユリアナは座席に縛り付けられた状態で3,000メートルから転落し、多数の負傷を負った後、ペルーのアマゾン熱帯雨林で11日間孤独に生き延び、見つけた地元の漁師たちに救出された。

## 若い頃
ドイツの動物学者マリア（1924-1971）とハンス・ヴィルヘルム・ケプケ（1914-2000）の一人っ子としてペルーのリマで生まれた。彼女が生まれたとき、両親はリマの自然史博物館で働いており、彼女が14歳のとき、両親とともにリマを離れ、アマゾンにパングアナ研究基地を設立し、そこでサバイバルスキルを学んだ。教育局はこれを認めず、彼女は試験を受けるためにリマ・アレクサンダー・フォン・フンボルトドイツ学校に戻らされた。

## 事故
1971年12月24日、卒業からわずか1日後、ユリアナはLANSA 508 便に搭乗した。もともと母親のマリアは、ユリアナが12月19日か20日にパングアナに戻ることを望んでいたが、彼女は12月23日にリマで行われる学校の卒業式に出席することを希望した。父のハンス・ヴィルヘルムは、評判が悪いためこの航空会社の利用を避けるよう妻に勧めたが、フライトは予約された。
飛行機は飛行中に雷に打たれ、その後地面に墜落した。ユリアナは、座席に縛り付けられたまま、アマゾンの熱帯雨林に 3,000 メートル (10,000 フィート) 落下した。彼女は鎖骨骨折、右腕の深い切り傷、目の負傷、脳震盪などの負傷を負い、その後熱帯雨林で11日間過ごした。彼女は腕にガソリンをかけて傷口からうじ虫を追い出すなどの応急処置を行った。
その後近くの漁師たちが彼女を発見し、適切な応急処置を施した後、カヌーを使って都市部まで彼女を運び、すぐに病院に空輸された。この救出劇は1974年に『奇跡の詩』（英: Miracles Still Happen）の題で映画化された。

## 参考資料
- Said Chitour, Ky Dickens, Johannes Waechter: „Warum ich?“ Sie eint ein wundersames Schicksal: Während alle anderen Passagiere starben, überlebten sie den Absturz großer Passagierflugzeuge. In: Süddeutsche Zeitung Magazin vom 25. August 2014 (Digitalisat)
- Martin Gropp: Im Dschungel Perus. Abgestürzt in den Sinn des Lebens. In: Frankfurter Allgemeine Zeitung vom 28. März 2011 (Digitalisat)
- Lukas Ruegenberg, Thomas Heinzeller: Juliane fällt vom Himmel. Edition Kalk, Köln 2016, ISBN 978-3-935735-32-2.

- Armitage, Rebecca (2022年10月2日). “How teenager Juliane Koepcke survived a plane crash and solo 11-day trek out of the Amazon” (英語). ABC News (Australia) 2023年7月27日閲覧。